# Südbrookmerland
Südbrookmerland – gmina samodzielna (niem. Einheitsgemeinde) w Niemczech, w kraju związkowym Dolna Saksonia, w powiecie Aurich.

## Geografia
Gmina Südbrookmerland położona jest na zachód od miasta Aurich.

## Dzielnice
W skład obszaru gminy wchodzą następujące dzielnice:
- Bedekaspelr
- Forlitz-Blaukirchen
- Moordorf
- Moorhusen
- Münkeboe
- Oldeborg
- Theene
- Uthwerdum
- Victorbur
- Wiegboldsbur